# Crest, Drôme
Crest este o comună în departamentul Drôme din sud-estul Franței. În 2009 avea o populație de 7.857 de locuitori.

## Evoluția populației
| An        | 1975  | 1982  | 1990  | 1999  | 2006  | 2009  |
| --------- | ----- | ----- | ----- | ----- | ----- | ----- |
| Populație | 7.519 | 7.518 | 7.583 | 7.739 | 7.786 | 7.857 |